# Urvaste
Urvaste (deutsch: Urbs) ist eine ehemalige Landgemeinde im estnischen Kreis Võru mit einer Fläche von 139,9 km². Sie hatte 1328 Einwohner (Stand: 1. Januar 2017). Seit 2017 ist urvaste Teil der Landgemeinde Antsla.
Neben dem Hauptort Urvaste umfasst die Landgemeinde die 13 Dörfer Kassi, Kirikuküla, Koigu, Kuldre, Kõlbi, Lümatu, Pihleni, Ruhingu, Toku, Uhtjärve, Uue-Antsla, Vaabina und Visela.
Die dem heiligen Urban geweihte Kirche von Urvaste ist die einzige mittelalterliche Kirche im Stil einer Basilika in Estland. Ihr Bau wurde wahrscheinlich Ende des 13. Jahrhunderts begonnen. 1413 wurde sie erstmals urkundlich erwähnt.
In Urvaste war neben dem Herrnhuter Adam Koljo (ca. 1683–1759) der Prediger Johann Christian Quandt von 1732 bis 1750 tätig, unter dessen Ägide sich die Gemeinde zum ersten und bedeutendsten Zentrum der Herrnhuter Brüdergemeine in Livland entwickelte.
Die „Tamme-Lauri-Eiche“ eine Stieleiche (Quercus robur) bei Urvaste, mit ca. 17 m Höhe und einem Stammdurchmesser von ca. 8,30 m, ist die älteste und dickste Eiche Estlands. Sie war auf den 10 Kronen Banknoten abgebildet, die bis zur Einführung des Euro 2011 in Estland in Umlauf waren. Sie nahm 2016 nominiert vom Verband "Arboristide Koda" am Wettbewerb zum Europäischen Baum des Jahres teil.

Tamme-Lauri-Eiche Ansichten
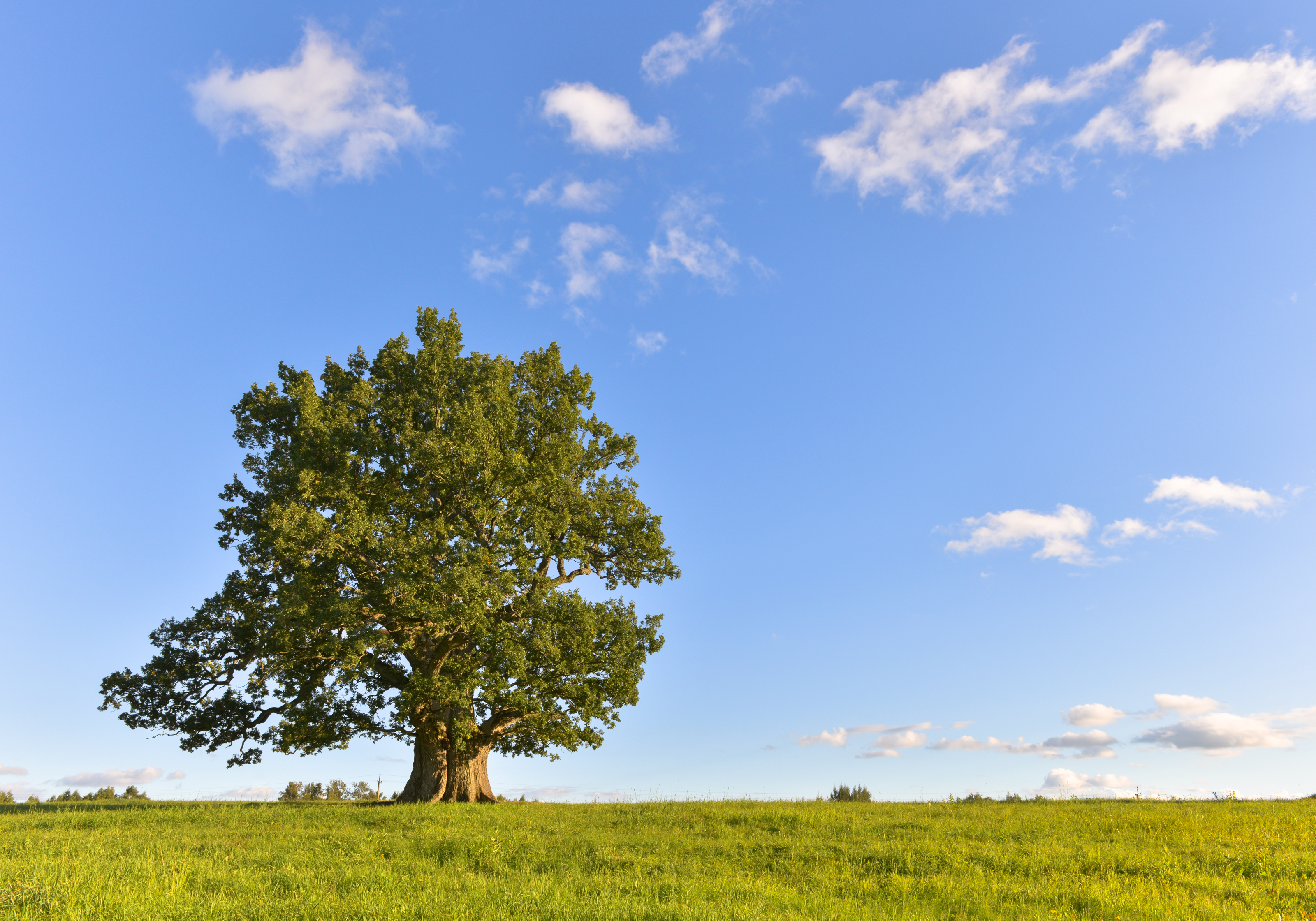
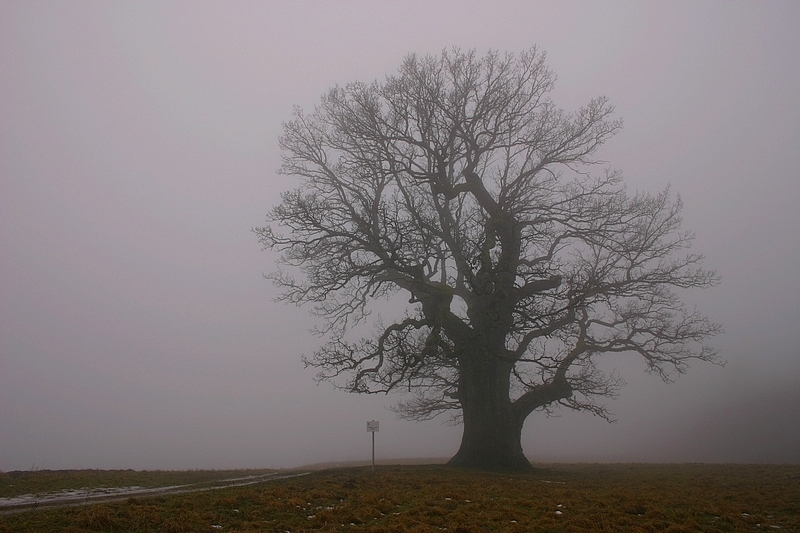
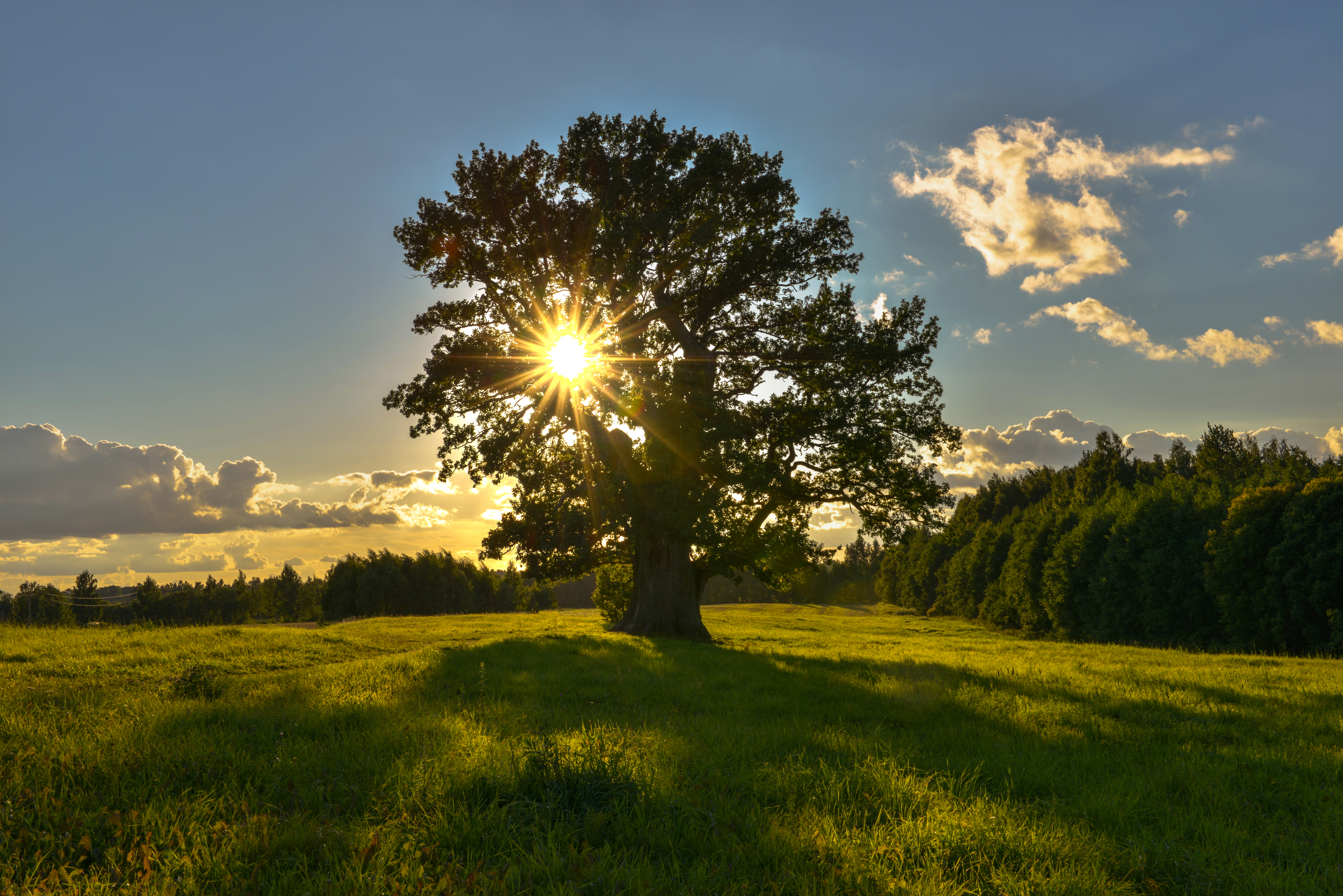
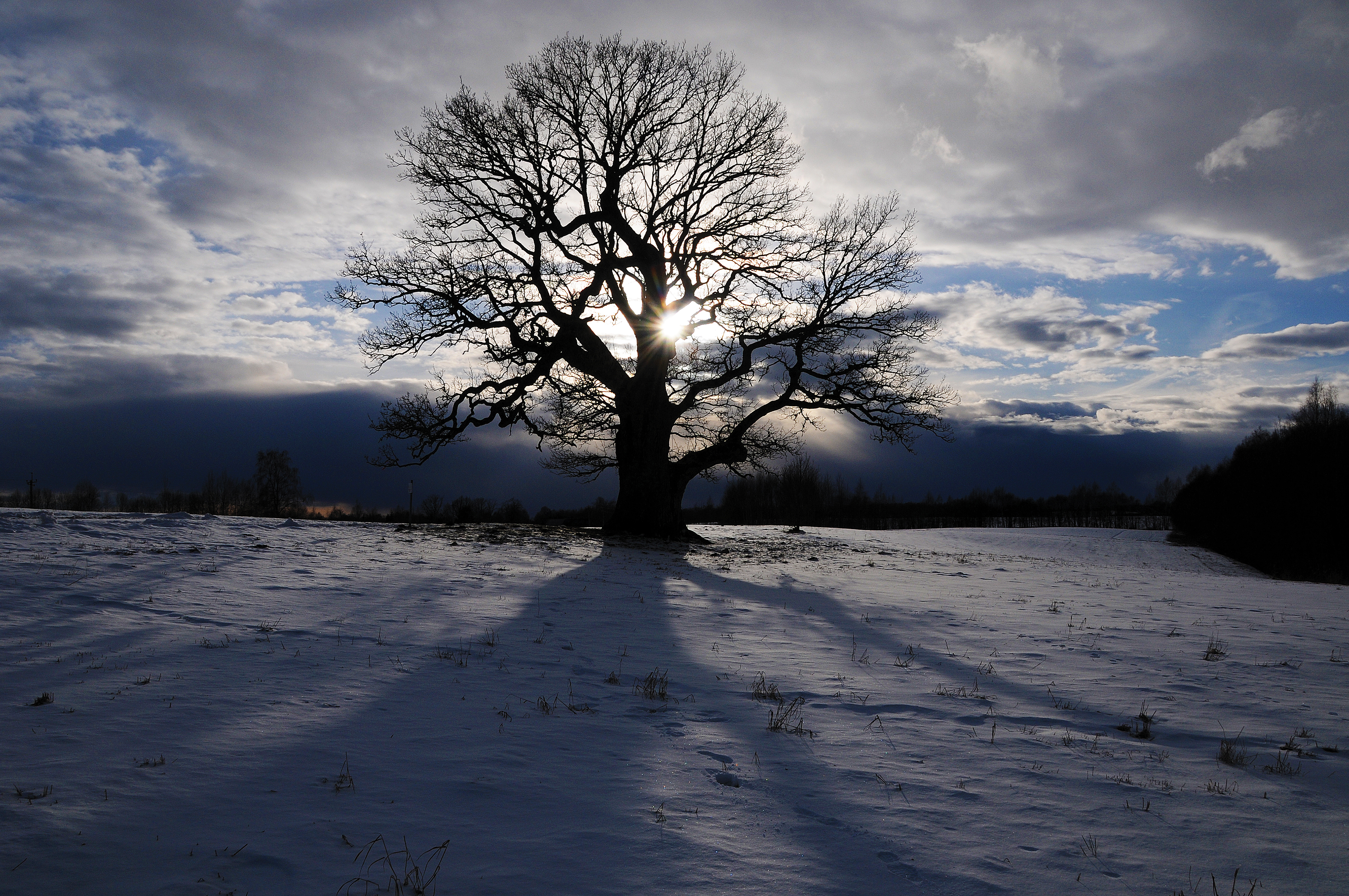
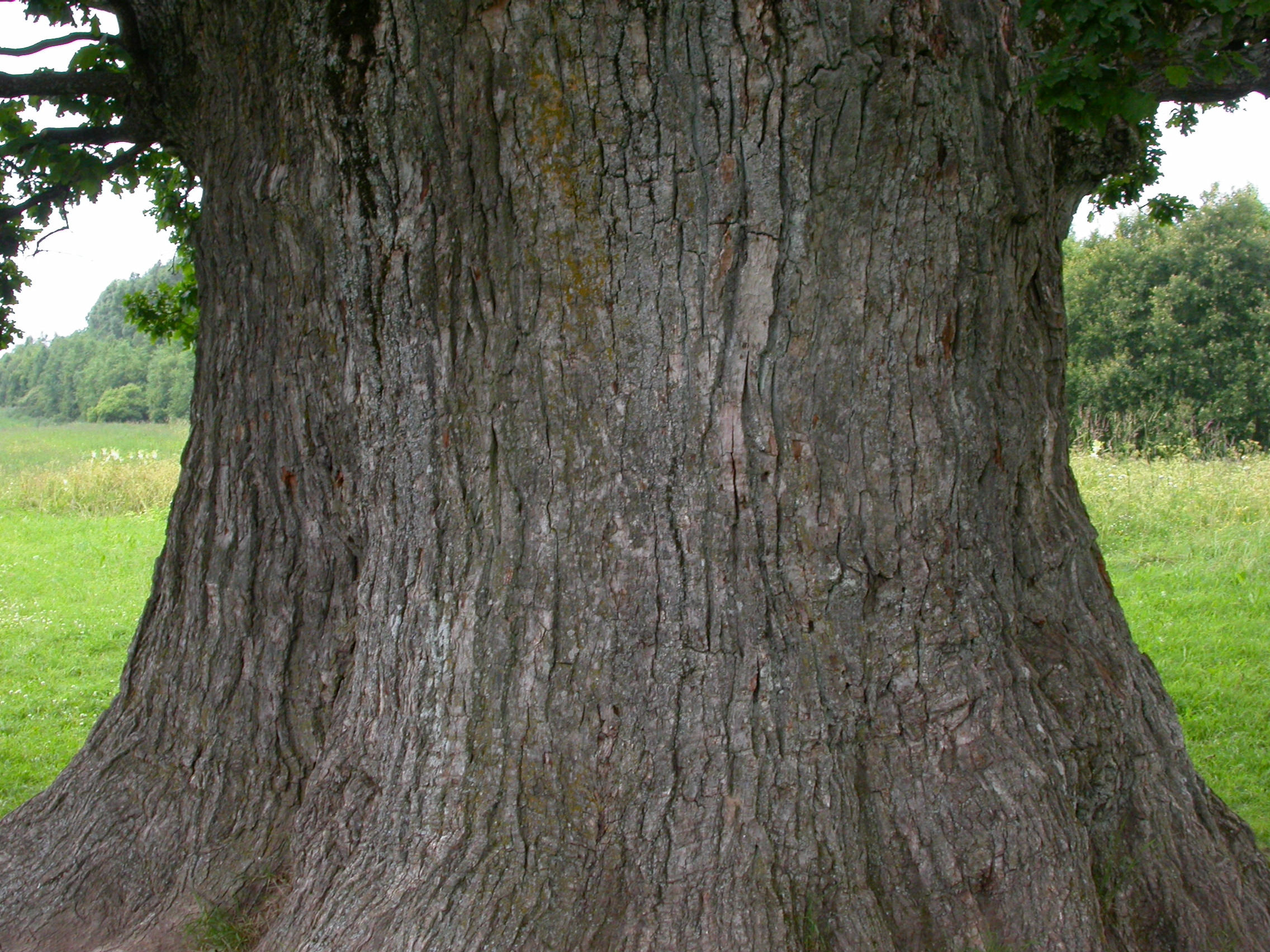
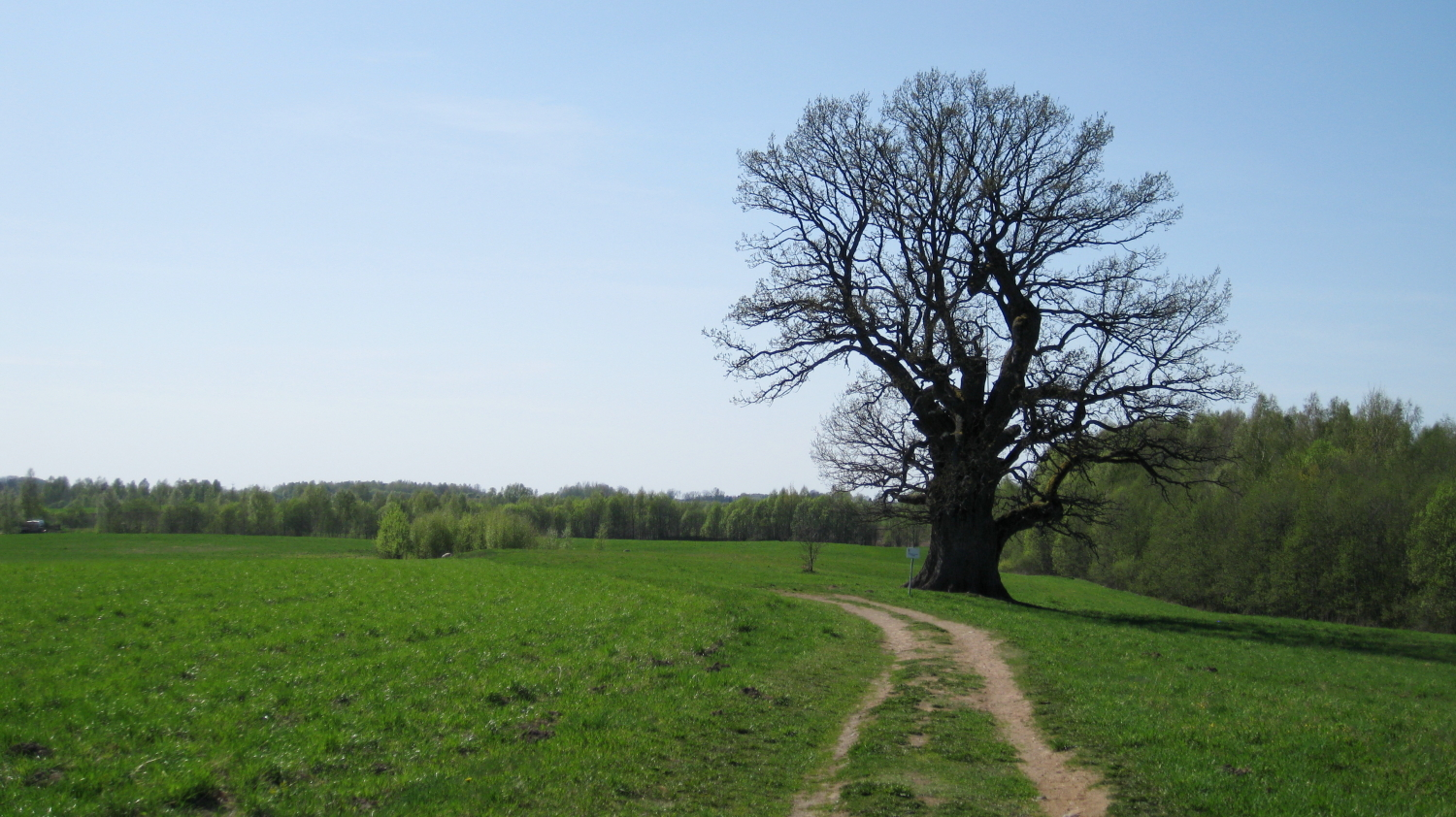
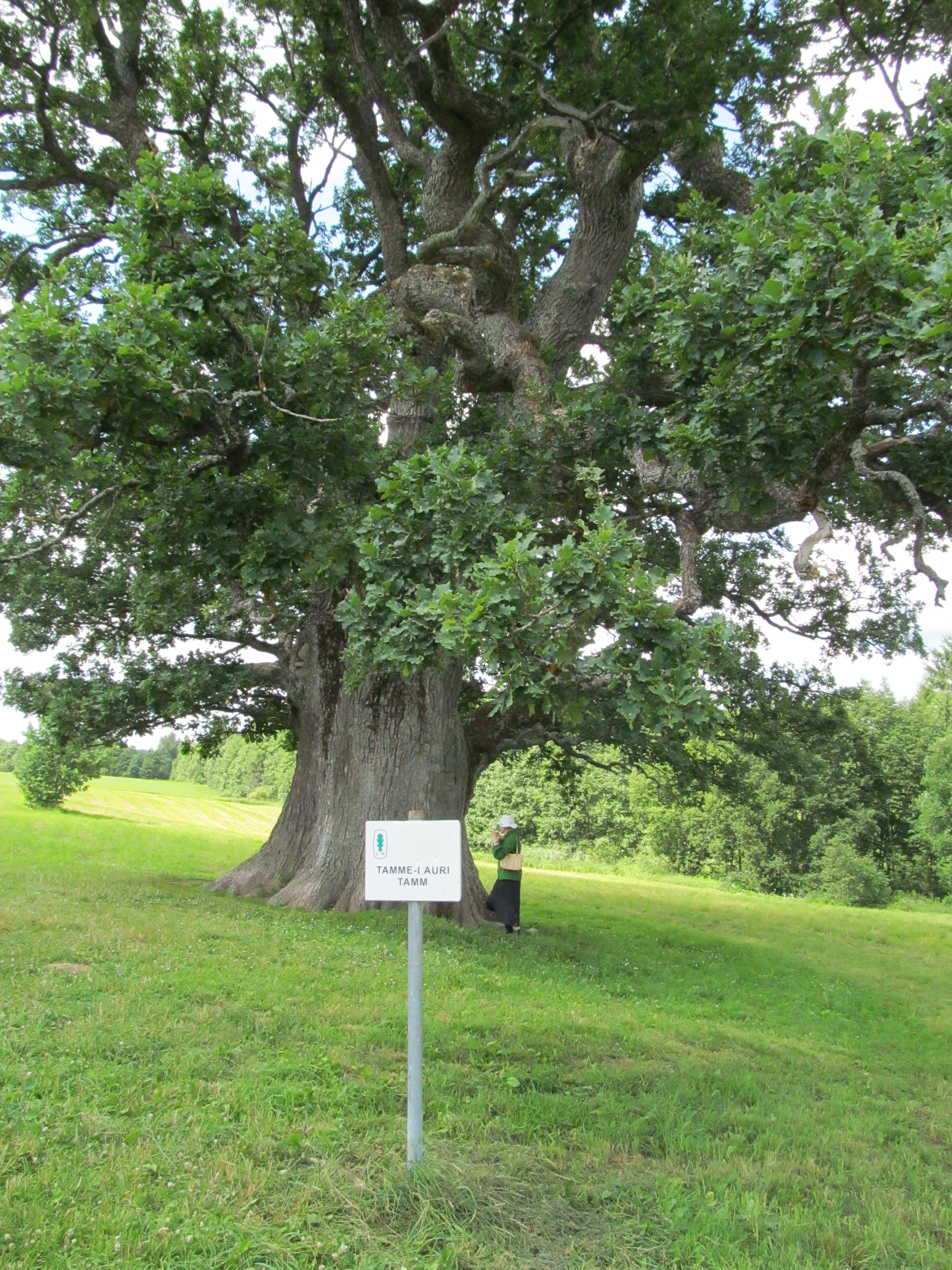

## Persönlichkeiten
- Ants Jeret (* 1938), Radrennfahrer